# Примож Трубар
Примож Трубар (Рашица, 9. јун 1508 — 28. јун 1586, Дерендинген, Свето римско царство) био је словеначки писац, преводилац и протестантски пастор. Важи за оца словеначке књижевности и аутора прве штампане књиге на словеначком језику. Био је и први црквени представник протестантске цркве у Словенији.

## Биографија
у периоду 1520—1521. био је ученик школе у Ријеци, а у периоду 1522—1524. школовање је наставио у Салзбургу. Касније је ишао у Трст где је био под туторством Пијетра Бонома. Тамо се повезао са хуманистима, од којих је један био Еразмо Ротердамски. Године 1528. се уписао на Бечком универзитету, али студије није завршио. Године 1530. вратио се на простор данашње Словеније и постао је свештеник. Године 1547. током противреформације побегао је у Свето римско царство, које је било толерантније према протестантизму. У немачком граду Ротенбургу наставио је као црквени проповједник. Тамо је написао најзначајнија дела словеначке књижевности, Абецедаријум и Катекизам. Објављена су у немачком Тибингену. Касније је написао још 25 дела на словеначком језику и превео је целокупан Нови завет (1582). У његовој штампарији штампано је 12 књига на глагољици, 7 на ћирилици и 6 на латиници.
Умро је и сахрањен у данашњем Тибингену, Немачка.
Упркос краткој ери протестантизма на простору данашње Словеније, то је била и ера највећег културног напретка. Заједно са Адамом Бохоричем и Јуријем Далматином представљао је златну еру словеначке књижевности.

## Дела
- 1550 — Абецедаријум и Катекизем - прва словеначка књига
- 1557 — Први део Новог завета
- 1564 — Црковна ордунга
- Кучни послови - постхумно издање